# アクセプト・インターナショナル
特定非営利活動法人アクセプト・インターナショナル（英文名： NGO Accept International）は、テロや紛争に加担してしまった若者への脱過激化・社会復帰支援を通じて、テロや紛争の解決に取り組む日本の国際協力NGOである。代表は永井陽右。旧名称は日本ソマリア青年機構。

## 概要
「誰しもが平和の担い手となり、共に憎しみの連鎖をほどいていく」という団体独自の理念・アプローチ姿勢のもと、平和を実現するべく活動している。テロ組織など武装勢力からの投降促進活動や、実際に武装勢力から離脱した投降兵、受刑者、戦争捕虜などへのカウンセリング、職業訓練、教育支援などを通じて、テロや紛争に加担してしまった若者が、今度は「平和の担い手」として社会に復帰できるようサポートしている。
現在はソマリア、イエメン、パレスチナ、ケニア、インドネシア、コロンビア、日本の7カ国で活動。本部は、日本国内（東京都中央区）に置いている。
2021年には、国際連合の経済社会理事会（ECOSOC）との協議資格である「特殊諮問資格」が正式に付与され、国連NGOとなっている。

## 沿革
- 2011年9月：早稲田大学に在籍中だった永井陽右とソマリア人学生2名により、学生NGO日本ソマリア青年機構として設立[2]
- 2011年11月：ソマリア人学生の長期留学支援事業（Study Abroad Project）を開始[2]
- 2011年12月：現地学生団体と合併し、ソマリア人メンバーと活動を開始[2]
- 2012年10月：ソマリア人難民居住区にてスポーツ用品の寄付を通じた平和構築事業（Cheer up Somali Sports Project） 開始[2]
- 2013年9月：ソマリア人ギャングの脱過激化・社会復帰支援事業を開始[2]
- 2017年3月：ソマリア人ギャングの脱過激化・社会復帰事業での受け入れギャング総数が70名を超える[2]
- 2017年4月：NPO法人アクセプト・インターナショナル設立[2]
- 2017年7月：ソマリアとケニアの国境・マンデラにおける国連人間居住計画（UN-Habitat）との協働事業の開始[2]
- 2017年9月：ソマリア人ギャング組織「カリフマッシブ」の全受け入れと同組織の解散を完了[2]
- 2018年8月：インドネシアにおける元テロリストへの脱過激化プログラムの開始[2]
- 2019年4月：ソマリア政府との協働事業・DRRプロジェクトの開始[2]
- 2019年12月：アル・シャバーブ投降兵および逮捕者の脱過激化・社会復帰事業での受け入れが100名を超える[2]
- 2020年4月：国連人間居住計画との協働の下、新型コロナウイルスへの対応をソマリア・ケニアで開始[2]
- 2020年11月：第3回パリ平和フォーラムにてRPAモデルが「地球課題を解決するソリューション」として日本から選出[2]
- 2020年11月：イスラーム教徒を中心とした在日外国人支援、非行少年の更生保護支援を日本国内にて開始[2]
- 2021年4月：イエメンにて武装勢力からの投降兵への取り組みを開始[2]
- 2021年9月：創立10周年記念[3]。「テロや武力紛争に関わる若者の権利宣言」を発表[2]
- 2021年10月：国連の経済社会理事会（ECOSOC）との協議資格である「特殊諮問資格」を取得[2]

- 2021年12月：ソマリア中部ガルムドゥグ州にていわゆるテロ組織アル・シャバーブの投降兵のリハビリテーション施設（同州史上初）の運営を開始[2]
- 2022年9月：米国国務省からの委託でソマリアにおけるラジオ放送を用いた暴力的過激主義へのカウンターナラティブ事業を開始[2]
- 2022年10月：ソマリア大干ばつの深刻化を受けて中部ガルムドゥグ州における緊急支援を展開[2]
- 2022年10月：イエメンのタイズ県における中央刑務所にて武装勢力フーシ派の逮捕者・受刑者への脱過激化・社会復帰支援事業を開始[2]
- 2023年3月：ケニア首都ナイロビおよび沿岸部モンバサにおける最高セキュリティ刑務所にてテロ関連受刑者の脱過激化・社会復帰支援事業を開始[2]
- 2023年6月：イエメンのマアリブ県における特別収容所にて武装勢力フーシ派の受刑者・投降兵・戦争捕虜への脱過激化・社会復帰支援事業ならびに捕虜交換交渉への参画を開始[2]
- 2023年6月：国際移住機関（IOM）との協働でケニア北西部トゥルカナ・北東部ガリッサにおける気候変動及び紛争に対するレジリエンス強化支援事業を開始[2]
- 2023年9月：インドネシアのヌサカンバンガン島における最高セキュリティ刑務所にてテロ関連受刑者の脱過激化・社会復帰支援事業を開始[2]
- 2023年10月：非国家武装勢力に関わる若者についての国際シンポジウム（1st International Symposium on Youth Associated with Non-State Armed Groups）を米国ニューヨークにて開催[2]
- 2023年11月：ソマリア南部ローワーシャベレ県における紛争前線地域で脆弱な若者への過激化防止事業を開始[2]
- 2024年4月：国連経済社会理事会（ECOSOC）のユースフォーラム（米国ニューヨーク開催）に登壇ならびに公式サイドイベント（Official Side Event at the ECOSOC Youth Forum 2024）を開催[2]
- 2024年6月：コロンビアのカケタ県におけるコロンビア革命軍（FARC）元戦闘員のリハビリテーション・社会復帰支援事業を開始[2]
- 2024年9月：テロや武力紛争に関わる若者の権利やエンパワーメントに関する啓発や議論の促進を目的としたタスクフォース「Global Taskforce for Youth Combatants(GTY)」を設立[2]
- 2024年10月：パレスチナのガザにおける緊急人道支援および新たな和平プロセスにつながる対話の場の構築などの取り組みを開始[2]

## 受賞/選出
- 2014年7月：第28回人間力大賞（青年版国民栄誉賞）、外務大臣奨励賞を代表・永井が受賞[2]。
- 2015年3月：2014年度早稲田大学小野梓記念賞（特別賞）、早稲田校友会稲魂賞受賞[2]。
- 2016年12月：日経ビジネス「次代を創る100人」に代表・永井が選出[4]。
- 2018年8月：Forbes JAPAN「30 UNDER 30 JAPAN 2018」に代表・永井が選出[4]。
- 2020年8月：仏マクロン大統領が主導し、国連事務総長や各国首脳が「地球規模課題の解決策」を紹介し議論するパリ平和フォーラムの第3回大会にて事業モデルが日本から初選出[5]
- 2020年11月：公益財団法人社会貢献支援財団による第55回社会貢献者表彰（日本財団賞）を受賞[2]。
- 2020年12月：バーレーン国王、国連開発計画（UNDP）主催「King Hamad Youth Empowerment Award to Achieve the SDGs」にてPeace Awardを受賞[2]。
- 2022年11月：これまでの取り組みの理論化の功績について代表・永井が中曽根康弘賞を受賞[6]。
- 2023年3月：第2回 SDGsジャパンスカラシップ岩佐賞 平和・人権の部にて受賞[7]。
- 2024年10月：Forbes JAPAN いま注目のNPO50団体の一つとして選出[4]。
- 2025年3月：第28回地球倫理推進賞および文部科学大臣賞を受賞[8]。

## 第三者評価
・JCNEベーシックガバナンスチェック（2024年実施）
・JANICアカウンタビリティセルフチェック2021（2023年実施）
・英国に本部を置く国際サミット「One Young World」による評価で当法人の活動は「1ドルの資金投入で32ドルの社会的インパクトを生み出している」とその効率性が高く評価（2020年インパクトレポート）